# Sun Shao
Сунь Шао -  (кит. трад. 孫紹, кит. упр. 孙绍, пиньинь - Sūn Shào) генерал родом из Фучуня, уезда У (современный район Фуян, город Ханчжоу, провинция Чжэцзян). Вежливое имя - Гунли. Был членом императорской семьи Восточного У в период Троецарствия. Сын генерала Сунь Цэ и племянник императора Сунь Цюаня.
В 1-м году периода Хуанлун (229 г. н.э.) 4, Сунь Цюань провозгласил себя императором, и Сунь Шао был удостоен титула Хоу уезда У, который позже был изменён на титул Хоу уезда Шанъюй. После его смерти титул был унаследован его сыном.